# 深圳城市职业学院
深圳城市职业学院（英语：Shenzhen City Polytechnic）简称深城职，是位于中国广东省深圳市龙岗区的一所公办高等职业院校。学校于2024年更为现名，是深圳市第四所高等职业院校。

## 历史

### 深圳技师学院时期

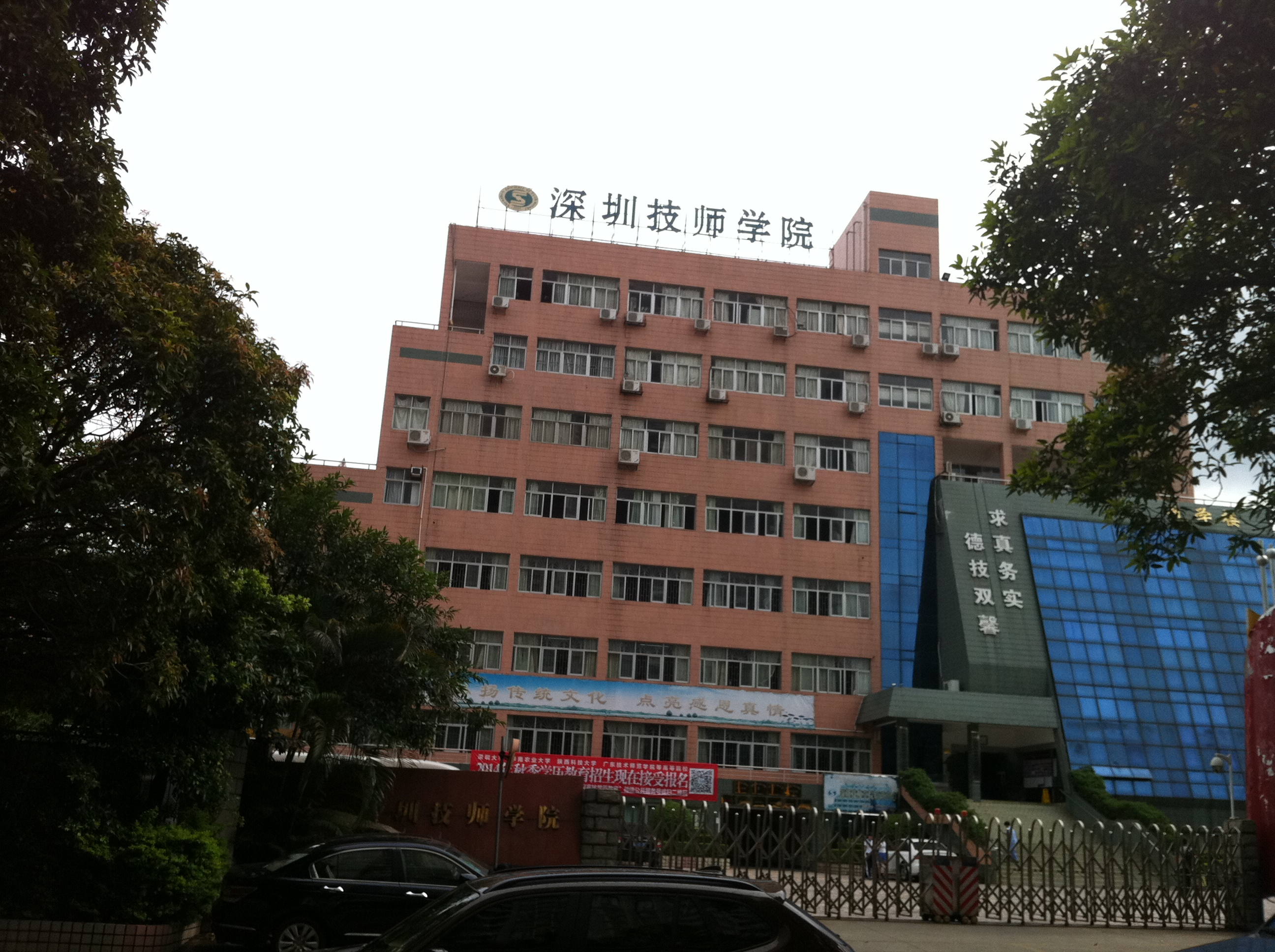
原深圳技师学院西校区（现为深圳鹏城技师学院侨城校区）

1985年，深圳技师学院前身深圳市技工学校获批设立。
1992年，深圳市技工学校更名为深圳市第一技工学校，创办深圳市第二技工学校。
2001年，深圳市第一技工学校、深圳市第二技工学校整合为深圳高级技工学校。
2002年，深圳高级技工学校加挂深圳技师学院牌子。
2011年11月，深圳高级技工学校更名为深圳技师学院。
2014年9月，深圳技师学院整体搬迁至龙岗新校区。

### 深圳城市职业学院时期
2021年2月，广东省教育厅拟同意将深圳技师学院纳入高等学校序列，设立为“深圳技师职业学院”。
2023年8月，广东省教育厅公示，深圳市人民政府申报以深圳技师学院为基础设立“深圳城市职业学院”。
2024年3月，深圳城市职业学院进入中华人民共和国教育部公布的新设的专科层次高等学校备案；6月，学校首次开展专科批次招生；12月27日，学校举行揭牌仪式。
2025年6月，首次在中职招生层次开设三二分段与长学制专业招生。

## 学制
截至2025年，在16个高职专业、30个中职专业（含三年制、五年制）招生。

## 学院
| 学院           | 专业                                                                         |
| -------------- | ---------------------------------------------------------------------------- |
| 中德智造学院   | 机电一体化技术、3D打印技术、激光技术应用、工业机器人应用与维护、电梯工程技术 |
| 设计学院       | 游戏设计、影视制作、工业设计、动画设计、广告设计、室内设计                   |
| 人文学院       | 航空服务                                                                     |
| 信息与通信学院 | 通信网络应用、互联网技术、物联网应用、云计算技术应用、人工智能技术应用       |
| 商贸学院       | 电子商务（跨境电商方向） 、现代物流、市场营销、商务文秘                      |
| 珠宝学院       | 珠宝鉴定与营销、首饰设计与制作                                               |
| 交通学院       | 汽车维修、汽车钣金与涂装、新能源汽车检测与维修                               |
| 应用生物学院   | 生物技术、药物制剂                                                           |
| 传播工程学院   | 数字媒体应用技术、图文信息处理                                               |
| 景观与生态学院 | 园林技术、环境艺术设计                                                       |
| 创新创业学院   |                                                                              |
| 马克思主义学院 |                                                                              |
| 继续教育学院   |                                                                              |